# Heliacus enoshimensis
Heliacus enoshimensis is een slakkensoort uit de familie van de Architectonicidae. De wetenschappelijke naam van de soort is voor het eerst geldig gepubliceerd in 1891 door Melvill.